# Лороньо, Бернардо
Берна́рдо Лоро́ньо Сиви́ла (исп. Bernardo Loroño Sivila; род. 8 января 2006, Тариха) — боливийский футболист, полузащитник клуба «Олвейс Реди».

## Клубная карьера
Лороньо — воспитанник клуба «Олвейс Реди». 20 октября 2024 года в матче против «Насьональ Потоси» он дебютировал в боливийской Примеры.

## Международная карьера
В 2023 году Лороньо в составе юношеской сборной Боливии принял участие в юношеском чемпионате Южной Америки в Эквадоре. На турнире он сыграл в матче против сборной Аргентины.